# اسکوئر تو
اسکوئر تو (انگلیسی: Square Two) دومین آلبوم تک‌آهنگ گروه دخترانهٔ کره‌ای بلک‌پینک است. اسکوئر تو به صورت یک تک‌آهنگ دیجیتال در ۱ نوامبر ۲۰۱۶ توسط وای‌جی انترتینمنت منتشر و توسط کی‌تی میوزیک توزیع شد. این تک‌آهنگ یک دابل اِی-ساید، «بازی با آتش» و «بمان» و همچنین ورژن آکوستیک «سوت» را داشت. متن ترانه‌ها توسط تدی پارک نوشته شده‌است و آهنگسازی توسط تدی پارک، آر. تی و سو وون جین انجام شده‌است.

## جدول‌ها
| جدول (۲۰۱۶)                                         | بالاترین موقعیت |
| --------------------------------------------------- | --------------- |
| آلبوم‌های تاپ هیت‌سیکرز ایالات متحده آمریکا (بیلبورد) | ۱۳              |
| آلبوم‌های یواِس ورلد (بیلبورد)                        | ۲               |

## گواهی‌نامه‌ها
| منطقه               | گواهی | واحد گواهی‌شده/فروش |
| ------------------- | ----- | ------------------ |
| ایالات متحده آمریکا | —     | ۷٬۰۰۰              |